# يوجينيوس نوفاك
يوجينيوس نوفاك (بالبولندية: Eugeniusz Nowak)‏ (30 ديسمبر 1895 – 31 مارس 1988) هو ملاكم بولندي راحل، مثّل بلاده في الألعاب الأولمبية الصيفية 1924.

## روابط خارجية
يوجينيوس نوفاك على موقع أوليمبيديا (الإنجليزية)
- يوجينيوس نوفاك على موقع اللجنة الأولمبية البولندية (مؤرشف) (البولندية)